# 船越站
船越站（日语：／ Funakoshi eki */?）是位於秋田縣男鹿市，東日本旅客鐵道（JR東日本）的男鹿線車站。本站曾經為JR東日本東北綜合服裝負責車站業務，為土崎站管理的簡易委託車站，2022年3月12日隨時間表改正而變為無人站。

## 車站構造

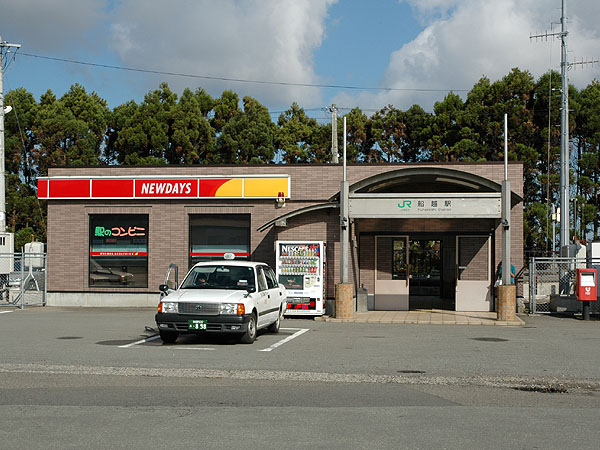
與便利店共建的車站大樓（2005年）

### 站房
以水泥建成的站房一座，為第二代站房，2010年3月前，車站大樓內設有由JR Atris營運的NewDays便利店，便利店遷出後，改為候車室。
出入口設於站房右端，進站後為候車大堂，設有3張3座位候車座椅，近開放式閘口旁亦裝有一部終端式自動售票機，閘口另一端為原來的車站事務所暨驗票窗口。而服務窗口也設於候車室內
站房外右端另設有1座獨立的洗手間，內設有男、女及殘疾人士專用的洗手間。

#### 第一代站房
與舊二田站屬同類型，為單層式木製鄉郊型、設有站務室及可讓站員留宿的站房，佈局與舊二田站站房剛好相反。此站房從開業起一直使用，直至1999年第二代站房落成為止。

### 月台
開業時曾經為1面2線的島式月台。但現時近站房一端的路軌已被撤去，故變成為1面1線的側式月台。而原來靠向站房位置的線道，則改建為無障礙斜道。全長約160米，有效長度為7輛。列車不可以交換。列車到站時，往男鹿方向為左側上落、往秋田方向為右側上落。
| 路線    | 方向 | 目的地   |
| ------- | ---- | -------- |
| ■男鹿線 | 上行 | 秋田方向 |
| ■男鹿線 | 下行 | 男鹿方向 |

## 歷史
- 1914年11月8日：國鐵船川輕便線追分站至脇本站之間開通，此站啟用。當時車站位於南秋田郡船越町（日语：船越 (男鹿市)）[1]。
- 1922年9月2日：路線改名為船川線[2]
- 1968年4月1日：路線改名為男鹿線。
- 1980年3月21日：取消貨物提取服務[3]。
- 1983年：變為業務委託站[4]。
- 1984年2月1日：取消手提行李提取服務[3]
- 1986年11月1日：由業務委託站降格為無人站[5]、但仍維持簡易委託站[6]。
- 1987年4月1日：隨國鐵分割民營化，車站由東日本旅客鐵道（JR東日本）營運。
- 1997年12月：站內便利店Kiosk結業[7]。
- 1999年3月12日：第二代站房重建完成並開始使用。同時由簡易委託車站改為業務委託車站[8]。
- 2010年3月：站內的便利商店的NewDays結業。
- 2018年5月12日：隨著男鹿站變為業務委託車站，管理站變更為土崎站。
- 2023年5月27日：男鹿線全線均可以使用「Suica」[9][10]。

## 使用狀況
| 年度   | 1日平均 乘車人次 | 參考資料        |
| ------ | ---------------- | --------------- |
| 2000年 | 950              | [ 利用客数 1 ]  |
| 2001年 | 878              | [ 利用客数 2 ]  |
| 2002年 | 814              | [ 利用客数 3 ]  |
| 2003年 | 785              | [ 利用客数 4 ]  |
| 2004年 | 799              | [ 利用客数 5 ]  |
| 2005年 | 789              | [ 利用客数 6 ]  |
| 2006年 | 768              | [ 利用客数 7 ]  |
| 2007年 | 744              | [ 利用客数 8 ]  |
| 2008年 | 691              | [ 利用客数 9 ]  |
| 2009年 | 697              | [ 利用客数 10 ] |
| 2010年 | 700              | [ 利用客数 11 ] |
| 2011年 | 707              | [ 利用客数 12 ] |
| 2012年 | 690              | [ 利用客数 13 ] |
| 2013年 | 680              | [ 利用客数 14 ] |
| 2014年 | 627              | [ 利用客数 15 ] |
| 2015年 | 634              | [ 利用客数 16 ] |
| 2016年 | 625              | [ 利用客数 17 ] |
| 2017年 | 596              | [ 利用客数 18 ] |
| 2018年 | 566              | [ 利用客数 19 ] |
| 2019年 | 527              | [ 利用客数 20 ] |
| 2020年 | 486              | [ 利用客数 21 ] |

## 車站周邊
此站為南秋田郡大潟村方向的南面玄關口。
- 秋田縣道159號船越停車場線（日语：秋田県道159号船越停車場線）
  - 秋田縣道104號男鹿昭和飯田川線（日语：秋田県道104号男鹿昭和飯田川線）
  - 國道101號（日语：国道101号）
- 男鹿市政廳船越出張所
- 船越郵局（日语：船越郵便局）
- 男鹿市立船越小學
- 秋田縣立男鹿工業高等學校（日语：秋田県立男鹿工業高等学校）
- 衛星男鹿
- 秋田銀行船越分店
- 北都銀行（日语：北都銀行）船越分店
- 秋田信用金庫（日语：秋田信用金庫）船越分店
- K's電機（日语：デンコードー）男鹿店
- 天野超級廣場（日语：アマノ (スーパーセンター)）男鹿店
- NHK大潟廣播電台

## 相鄰車站
東日本旅客鐵道
■男鹿線
天王－船越－脇本

### 使用狀況
1. ↑  . 東日本旅客鉄道.   [2019-02-22]. （原始内容存档于2019-03-27） （日语）.
2. ↑  . 東日本旅客鉄道.   [2019-02-22]. （原始内容存档于2019-03-27） （日语）.
3. ↑  . 東日本旅客鉄道.   [2019-02-22]. （原始内容存档于2019-03-27） （日语）.
4. ↑  . 東日本旅客鉄道.   [2019-02-22]. （原始内容存档于2019-03-27） （日语）.
5. ↑  . 東日本旅客鉄道.   [2019-02-22]. （原始内容存档于2019-03-27） （日语）.
6. ↑  . 東日本旅客鉄道.   [2019-02-22]. （原始内容存档于2019-03-27） （日语）.
7. ↑  . 東日本旅客鉄道.   [2019-02-22]. （原始内容存档于2019-03-27） （日语）.
8. ↑  . 東日本旅客鉄道.   [2019-02-22]. （原始内容存档于2019-04-02） （日语）.
9. ↑  . 東日本旅客鉄道.   [2019-02-22]. （原始内容存档于2019-02-22） （日语）.
10. ↑  . 東日本旅客鉄道.   [2019-02-22]. （原始内容存档于2019-04-02） （日语）.
11. ↑  . 東日本旅客鉄道.   [2019-02-22]. （原始内容存档于2019-04-02） （日语）.
12. ↑  . 東日本旅客鉄道.   [2019-02-22]. （原始内容存档于2019-03-27） （日语）.
13. ↑  . 東日本旅客鉄道.   [2019-02-22]. （原始内容存档于2019-03-27） （日语）.
14. ↑  . 東日本旅客鉄道.   [2019-02-22]. （原始内容存档于2017-02-08） （日语）.
15. ↑  . 東日本旅客鉄道.   [2019-02-22]. （原始内容存档于2019-04-02） （日语）.
16. ↑  . 東日本旅客鉄道.   [2019-02-22]. （原始内容存档于2019-03-23） （日语）.
17. ↑  . 東日本旅客鉄道.   [2019-02-22]. （原始内容存档于2019-03-27） （日语）.
18. ↑  . 東日本旅客鉄道.   [2019-02-22]. （原始内容存档于2019-03-25） （日语）.
19. ↑  . 東日本旅客鉄道.   [2019-07-21]. （原始内容存档于2019-07-05） （日语）.
20. ↑  . 東日本旅客鉄道.   [2020-07-18]. （原始内容存档于2020-07-14） （日语）.
21. ↑  各駅の乗車人員（2020年度） （页面存档备份，存于），東日本旅客鉄道。

## 外部連結
- 車站資訊（船越）：東日本旅客鐵道（日語）